# 田中武夫 (安来市長)
田中 武夫（たなか たけお、1949年〈昭和24年〉1月27日 - ）は、日本の政治家。島根県安来市長（2期）。元安来市議会議員（4期）。

## 来歴
島根県安来市清井町に生まれる。安来市立宇賀荘小学校、安来市立第二中学校、島根県立安来高等学校卒業。
2005年（平成17年）、安来市議会議員に初当選。2015年（平成27年）に議長に就任した。2017年（平成29年）に4選を果たした。
2020年（令和2年）10月18日に行われた安来市長選挙に立候補。現職の近藤宏樹、前市議の作野幸憲らを破り初当選した。10月24日、市長就任。
2024年（令和6年）10月13日、無投票で再選。合併以降では初めてだった。